# Montecristo, Simojovel
Montecristo är en ort i Mexiko.   Den ligger i kommunen Simojovel och delstaten Chiapas, i den sydöstra delen av landet, 700 km öster om huvudstaden Mexico City. Montecristo ligger 844 meter över havet och antalet invånare är 321.
Terrängen runt Montecristo är huvudsakligen kuperad, men åt nordost är den bergig. Runt Montecristo är det ganska glesbefolkat, med 45 invånare per kvadratkilometer. Närmaste större samhälle är Simojovel de Allende, 2,4 km nordväst om Montecristo. I omgivningarna runt Montecristo växer huvudsakligen savannskog.